# Filignano
Filignano (Felënnànë in molisano) è un comune italiano di 564 abitanti della provincia di Isernia in Molise.

## Geografia fisica
Il territorio di Filignano costituisce, per chi giunge da Napoli, la naturale porta d'accesso al parco nazionale d'Abruzzo, Lazio e Molise.
I suoi 12 borghi sono disseminati lungo tre valli principali che si susseguono dalla conca di Filignano (460 m s.l.m.) fino ai primi contrafforti del Monte Marrone (1805 m s.l.m.).
La provinciale che attraversa il comune si snoda tra i terrazzamenti di un antico paesaggio rurale penetrando in un ambiente via via più selvaggio.
Oltrepassato il pianoro di Selvone, infatti, la strada si incunea nella gola del Rio Chiaro, per poi aprirsi allo scenario delle Mainarde, autentica perla naturale dell'Appennino centro-meridionale.
Una fitta rete di sentieri penetra attraverso i boschi, accompagnata da muriccioli in pietra ed edicole votive.
Tracce di fortificazioni medievali si ergono quasi inghiottite dal bosco, verso il parco nazionale d'Abruzzo, Lazio e Molise.

## Storia
Filignano ha origini che si perdono nel medioevo. Di certo il "Chronicon Vulturnense", un'antica cronaca dei monaci di San Vincenzo al Volturno (XII secolo), lo cita, trattando di un istrumento del luglio del 962, col nome di Fundiliano, nome tramutato poi, nel corso dei secoli, in quello di Fondemano.
Esso fece parte dei possedimenti della potentissima abbazia di San Vincenzo come, peraltro, dimostrano i resti di fortificazioni risalenti a quel periodo. Cerasuolo, una delle sue attuali frazioni, trova parimenti origine nel 962, anno in cui l'abate di San Vincenzo lo dava "a livello" per metterlo a coltura.
Varie vicende feudali portarono Filignano prima alla famiglia Montaquila poi ai duchi di Miranda che lo conservarono fino all'eversione della feudalità.
I feudatari di Filignano promossero la colonizzazione di questo territorio fin dal XVI secolo, e molti degli attuali borghi traggono il nome dai primi coloni.
Filignano appartenne alla Terra di Lavoro. Nel 1807, essendo frazione di Pozzilli, venne compreso nel Distretto di Piedimonte e nel Governo (poi Circondario, poi Mandamento) di Venafro. Nel 1840 fu dichiarato Comune autonomo e nel 1861 aggregato alla Provincia di Molise, nel Circondario d'Isernia, restando alla dipendenza mandamentale di Venafro, aggregata pur essa al Molise.

### Unità d'Italia
A seguito dell'Unità d'Italia anche a Filignano fu attivo il brigantaggio postunitario, l'area divenne teatro di grassazioni ed eccidi, perpetrati dalla banda Fuoco, di conflitti a fuoco con la Guardia Nazionale e di esecuzioni sommarie ordinate dagli ufficiali dell'esercito che conducevano la repressione; alcune bande dei briganti rimasero attive nell'area anche dopo la soppressione della legge Pica.
Il 22 agosto 1866 carabinieri, Guardia Nazionale e funzionari di Pubblica sicurezza grazie a una delazione, distrussero vicino Filignano la banda di Francesco di Meo collegata a quella di Domenico Fuoco, per l'azione il delegato di P.S. Antonio Cerimele ricevette una medaglia di argento.
Pochi mesi dopo, il 22 novembre, una pattuglia della guardia Nazionale di Filignano si scontrò con le bande riunite di Domenico Fuoco e "Cannone" forti di circa 60 uomini, i briganti proseguendo nella scorreria, raggiunsero Casal Cassinese ove uccisero un ufficiale e un sergente del locale distaccamento di fanteria, e venendo quindi attaccati dal drappello di Filignano rinforzato da alcuni carabinieri, da un delegato P.S. e da soldati del 39º fanteria, che costrinsero la banda a disperdersi. A seguito degli scontri coi briganti 18 persone tra carabinieri, militi della Guardia Nazionale di Filignano e civili, tra cui un sacerdote, furono premiati dal Ministero dell'Interno con la menzione onorevole (poi medaglia di bronzo al valore civile).
Nel 1882 il comune si accrebbe per l'aggregazione della frazione di Cerasuolo che fino a quel momento aveva fatto parte del comune di Rocchetta; cominciavano, intanto, le forti emorragie migratorie verso le Americhe, prima, e il centro Europa, poi.

### Seconda guerra mondiale
Tra l'autunno del 1943 e la primavera del 1944, Filignano trovandosi sulla "Linea Gustav", che i Tedeschi, in ritirata verso Cassino, avevano presidiato per resistere all'avanzata delle forze alleate: subì il fuoco, la distruzione e i lutti del fronte bellico.
Nell'autunno del 1943, durante la campagna d'Italia, l'esercito tedesco era attestato su una linea difensiva naturale che andava da Minturno ad Ortona seguendo il corso dei fiumi Garigliano, Volturno e Sangro, attraversando in pieno il territorio molisano.
I tedeschi avevano dato il nome di linea Gustav a tale linea di fortificazione naturale che si appoggiava ad una serie di quote presenti nel territorio: Montecassino, Monte Sammucro, Monte Pantano, Monte Marrone.
Fu proprio Monte Pantano, una di queste quote, ad essere investita da violenti e sanguinosi combattimenti per la sua conquista.
A Filignano era schierata, tra il novembre 1943 e gennaio 1944, la 305ª e la 44ª divisione di fanteria tedesca, fronteggiata dalla 34ª e la 45ª divisione di fanteria americana e la 2ª divisione di fanteria marocchina.
Monte Pantano fu investita da violenti e sanguinosi combattimenti per la sua conquista. Filignano e le sue frazioni di Lagoni, Mastrogiovanni e Cerasuolo pagarono un grande tributo con la morte di molti civili ed estese distruzioni.
La battaglia di monte Pantano si svolse dal 29 novembre al 9 dicembre del 1943 e vide protagonisti la 34ª divisione americana Red Bull e la 30ª divisione tedesca B Alkan che subirono notevoli perdite.

### Onorificenze
Medaglia di bronzo al merito civile a ricordo delle sofferenze patite dalla popolazione di un territorio che subì devastazioni e angherie di ogni genere durante la seconda guerra mondiale.

## Monumenti e luoghi d'interesse

### Architetture religiose

#### Le edicole votive
Il territorio di Filignano è caratterizzato dalla presenza di numerosissime edicole votive. Se ne contano diverse decine, disseminate dalla devozione popolare lungo le antiche vie vicinali che percorrono le campagne da un borgo all'altro. Spesso sono impreziosite da raffinate maioliche di scuola napoletana.

#### Le chiese
Tre sono le chiese principali presenti nel Comune di Filignano.
La chiesa parrocchiale di Cerasuolo intitolata a san Pasquale Baylon (protettore dei congressi eucaristici e delle donne in cerca di marito), imponente nelle dimensioni, fu voluta dall'ultimo feudatario di Cerasuolo, il duca Pasquale Marotta, deceduto nel 1884. La costruzione dell'edificio fu iniziata alla fine del XIX secolo, ma ultimata solo trent'anni dopo. Parzialmente distrutta dal secondo conflitto mondiale, fu completamente restaurata grazie alla sollecitudine dell'allora abate di Montecassino, Gregorio Diamare.
La chiesa madre di Filignano, intitolata all'Immacolata concezione, fu edificata per volontà della Duchessa di Miranda, con atto notarile del 1757.
La chiesa SS. Crocifisso in Selvone (dal lat. Magna Silva, grande selva) è visibile dalla st. p. Atinense. Si erge nel punto più alto del centro storico, e la sua costruzione risale allo stesso periodo nel quale fu edificata la chiesa di Filignano (XVIII sec.).

#### Musei
Nella frazione di Cerasuolo è presente un museo storico-militare dedicato agli eventi della II guerra mondiale: Museo Combat Road Archiviato il 17 gennaio 2021 in Internet Archive.

### Architetture civili
Le costruzioni dei borghi di Filignano appaiono il risultato di successive aggregazioni. I fabbricati comprendevano spesso anche le stalle, le cantine e i fondaci utilizzati per varie occorrenze.
Il materiale da costruzione è sempre quello rinvenibile in loco: la pietra calcarea.

#### I muri a secco
I muriccioli in pietra a secco connotano in modo evidente il paesaggio di Filignano. Le "macere", costruite fin dal Medioevo da molte generazioni di uomini con i sassi estratti nell'opera di dissodamento dei campi, terrazzavano intere montagne recuperando i pendii alla coltivazione. Essi svolgono, tra l'altro, un'importante funzione di protezione idrogeologica.

#### Le Pagliare
Perdute tra i boschi di Filignano vi sono decine di queste antiche manifatture in pietra chiamate dal popolo locale "pagliar" simili ai Thòlos o ricoveri pastorali
Sono capanne di pietra montata a secco, di forma tronco conica culminanti in volte mirabilmente intessute. La tecnica costruttiva è antichissima.

## Società

### Evoluzione demografica
Abitanti censiti

## Amministrazione
| Periodo        | Periodo        | Primo cittadino  | Partito       | Carica  | Note |
| -------------- | -------------- | ---------------- | ------------- | ------- | ---- |
| 7 giugno 1970  | 15 giugno 1975 | Celeste Mancini  | lista civica  | Sindaco |      |
| 15 giugno 1975 | 12 maggio 1985 | Gerardo Cocozza  | lista civica  | Sindaco |      |
| 12 maggio 1985 | 23 aprile 1995 | Enzo Mancini     | lista civica  | Sindaco |      |
| 23 aprile 1995 | 13 giugno 2004 | Michel Rongione  | Forza Italia  | Sindaco |      |
| 13 giugno 2004 | 7 giugno 2009  | Lorenzo Coia     | lista civica  | Sindaco |      |
| 7 giugno 2009  | 25 maggio 2014 | Romeo Pacitti    | lista civica  | Sindaco |      |
| 25 maggio 2014 | 26 maggio 2019 | Lorenzo Coia     | Per Filignano | Sindaco |      |
| 27 maggio 2019 | in carica      | Federica Cocozza | LiberaMente   | Sindaco |      |

## Cultura

### Eventi
- Festival internazionale della canzone lirica/Omaggio a "Mario Lanza" dal 10 al 14 agosto
- Festa dei santi patroni Filignano centro ss. Immacolata concezione 8 settembre
- Tradizionale appuntamento con il "Falò" natalizio, sera del 24 dicembre a Filignano Centro; frazione di Selvone e Frazione di Cerasuolo
- Caratteristica processione del venerdì santo
- Festa patronale di S. Anna, patrono della frazione di Selvone, 26 luglio
- Festa patronale di san Pasquale di Bayoln patrono della frazione di Cerasuolo primo fine settimana di agosto

## Sport

### Golf
Il Varvarusa Golf Club gestisce un percorso di 9 buche che rappresenta un punto di riferimento per il golf in Molise.

### Mountain bike
La A.S.D. Iap'ca Iap'ca Filignano è la società ciclistica del paese, che organizza tutti gli anni una gara di mountain bike denominata Mainarde Bike Race il cui percorso si snoda in un paesaggio incontaminato che lambisce il settore Mainarde del Parco nazionale d'Abruzzo, Lazio e Molise.